# 小行星3668
小行星3668（英語：3668 Ilfpetrov）是一颗围绕太阳公转的小行星。1982年10月21日，柳德米拉·卡拉季奇在克里米亚发现了此天体。
这颗小行星的绝对星等为32.29592767265806等。